# Juntavi
Juntavi ist eine Ortschaft im Departamento Potosí im südamerikanischen Anden-Staat Bolivien.

## Lage im Nahraum
Juntavi ist zentraler Ort des Kanton Juntavi im Municipio Caripuyo in der Provinz Alonso de Ibáñez. Die Ortschaft liegt auf einer Höhe von 3378 m in der Cordillera Azanaques am linken, nördlichen Ufer des Río Caripuyo, der zum Río Chayanta hin fließt und über den Río San Pedro zum Río Grande hin fließt.

## Geographie
Juntavi liegt in den nördlichen Ausläufern der bolivianischen Cordillera Central und weist ein ausgeprägtes Tageszeitenklima auf, bei dem die mittlere Temperaturschwankung im Tagesverlauf deutlicher ausfällt als im Jahresverlauf.
Die Jahresdurchschnittstemperatur beträgt 13 °C (siehe Klimadiagramm Caripuyo), die Monatswerte schwanken zwischen knapp 9 °C im Juni/Juli und knapp 16 °C im November/Dezember. Das Klima ist semiarid, die monatlichen Niederschläge von April bis Oktober liegen unter 20 mm, nur von Dezember bis März fallen nennenswerte Niederschläge zwischen 75 und 120 mm im Monat.

## Verkehrsnetz
Juntavi liegt in einer Entfernung von 275 Straßenkilometern nördlich von Potosí, der Hauptstadt des gleichnamigen Departamentos.
Von Potosí aus führt die Nationalstraße Ruta 1 in nordwestlicher Richtung über 109 Kilometer bis zur Ortschaft Ventilla. Dort zweigt eine unbefestigte Landstraße nach Nordosten ab und erreicht nach 33 Kilometern die Stadt Macha. Sie trifft dort auf die Ruta 6, die über Uncía und Llallagua in nordwestlicher Richtung nach Oruro führt. Vierzehn Kilometer hinter Llallagua zweigt eine unbefestigte Landstraße Richtung Caripuyo nach Nordosten ab und erreicht nach 35 Kilometern Juntavi.

## Bevölkerung
Die Einwohnerzahl des Ortes ist in den vergangenen beiden Jahrzehnten um knapp ein Drittel angestiegen:
| Jahr | Einwohner | Quelle       |
| ---- | --------- | ------------ |
| 1992 | 517       | Volkszählung |
| 2001 | 541       | Volkszählung |
| 2012 | 517       | Volkszählung |
| 2024 |           | Volkszählung |

Die Region weist einen deutlichen Anteil an Aymara-Bevölkerung auf, im Municipio Caripuyu sprechen 68,3 Prozent der Bevölkerung Aymara.